# Ритм-гитара
Ритм-гита́ра (англ. rhythm guitar) — одна из двух основных функций гитары в ансамбле для исполнения аккомпанемента и ритмических партий. Получила широкое распространение в различных жанрах современной популярной музыки, включая кантри, регги, блюз, рок-н-ролл, пауэр-поп, метал, авторскую песню.
В отличие от соло-гитариста, основная функция ритм-гитариста в современном ансамбле состоит, как правило, в исполнении последовательности аккордов или риффов. Партии ритм-гитары обычно звучат фоном; последний, впрочем, играет существенную роль в формировании структуры композиции, задаёт общий мотив (создавая тем самым звуковую платформу для соло-гитары и бас-гитары), а также — с ударными — формирует бит, её ритмическую составляющую.
Конструктивно ритм-гитара ничем не отличается от гитары, предназначенной для исполнения соло-партий. Более того, весьма часто гитарист ансамбля в рамках композиции исполняет как аккомпанемент, так и сольные партии (если таковые имеют место). Например, если стоит задача сыграть гитарное соло дуэтом.
Наибольшее распространение в популярной музыке получила электрическая ритм-гитара; акустическая — продолжает широко использоваться в авторской песне, фолке, кантри-энд-вестерн и особенно блюграссе.